# اوگاهاکومبورا
اوگاهاکومبورا (به لاتین: Uggahakumbura) یک منطقهٔ مسکونی در سری‌لانکا است که در استان مرکزی (سری‌لانکا) واقع شده‌است.